# Echeveria macrantha
Echeveria macrantha là một loài thực vật có hoa trong họ Crassulaceae. Loài này được Standl. & Steyerm. miêu tả khoa học đầu tiên năm 1944.